# Guido Poli
Guido Poli (Mattarello, 31 marzo 1894 – Monte Ortigara, 21 giugno 1917) è stato un militare italiano, irredentista decorato con Medaglia d'oro al valor militare alla memoria durante la prima guerra mondiale.

## Biografia
Nacque a Mattarello in Trentino, allora sotto il dominio asburgico, il 31 marzo 1894, figlio di Giulio e Adele Tomasi. All'età di dieci anni fu espulso dall'Imperial Regio Liceo superiore di Trento per aver offeso il dipinto che ritraeva il Kaiser Francesco Giuseppe I, e studiò in successione a Merano, Rovereto e poi a Udine, dove completò il corso di studi. Il 20 settembre 1914 varcò clandestinamente il confine con il Regno d'Italia, attraversando l'altopiano di Lavarone e Lastebasse. Raggiunta Bologna si iscrisse alla locale università, facoltà di scienze chimiche. Fervente interventista, nella città felsinea frequentò vari circoli cittadini, e in particolare la sezione dell'Associazione Nazionale Trento Trieste. All'atto dell'entrata in guerra dell'Italia, il 24 maggio 1915, si arruolò volontario nel Regio Esercito, assegnato al 35º Reggimento fanteria, entrando poi nella Regia Accademia di Fanteria e Cavalleria di Modena. Con il grado di Aspirante ufficiale raggiunse la 204ª Compagnia del battaglione "Val Tanaro", 1º Reggimento alpini, schierata allora nella zona tra Pontebba e Sella Prevala. Prese parte ai combattimenti sul Kuckli e sul Monte Rombon, e nel maggio 1916, durante la battaglia degli Altipiani, alla difesa del Monte Rosso. Promosso sottotenente, in seguito ai casi di Fabio Filzi, Cesare Battisti, e Damiano Chiesa, che catturati dagli austriaci erano stati giustiziati in quanto considerati traditori, il Comando supremo gli ordinò di lasciare il suo reparto. Su sua esplicita domanda venne assegnato, con il nome di copertura di Mario Guidi, al comando salmerie del battaglione, e poi dietro insistenti sue domande, e dopo la promozione a tenente, alla sezione mitragliatrici della 204ª Compagnia. Il 19 giugno 1917 prese parte alla conquista del Monte Ortigara, ma il giorno successivo rimase ferito da una scheggia di granata al torace, rifiutò di allontanarsi dalla sua postazione, per farsi ricoverare in un ospedale da campo. Il 21 giugno ci furono massicci bombardamenti di artiglieria da parte dell'avversario. Mentre si trovava presso la postazione della mitragliatrice al suo comando, due proiettili di grosso calibro colpirono la sua posizione uccidendolo insieme ai serventi dell'arma. Per onorarne la memoria venne dapprima decretata la concessione della Medaglia di bronzo al valor militare, successivamente tramutata in Medaglia d'argento e poi d'oro. 
I resti del suo corpo vennero ricomposti e successivamente tumulati in un piccolo cimitero nei pressi di Cima Caldiera. Il Gruppo A.N.A. di Mattarello (TN) è stato a lui intitolato.

### Annotazioni
1. ↑  La sezione bolognese dell’Associazione Nazionale Trento Trieste era all'epoca presieduta da Angelo Manaresi, anche lui combattente volontario come ufficiale degli alpini, che dal 1929 al 1943 fu Presidente Nazionale dell'Associazione Nazionale Alpini.
2. ↑  Tale onorificenza fu concessa previo parere positivo della Commissione Speciale (per gli Irridenti), istituita presso il Ministro della Guerra, in commutazione di quella d'argento del Decreto Luogotenenziale 13 settembre 1917.

### Fonti
1. 1 2  Bianchi, Cattaneo 2011, p. 136.
2. 1 2 3  Combattenti Liberazione.
3. 1 2 3 4 5 6 7 8 9 10  Bianchi, Cattaneo 2011, p. 137.
4. 1 2 3 4  Noi Alpini.
5. ↑  Bollettino Ufficiale 1923, pag.1473.